# Distretto di Kitagunma
Il distretto di Kitagunma (北群馬郡, Kitagunma-gun?) è uno dei distretti della prefettura di Gunma, in Giappone.
Attualmente fanno parte del distretto i comuni di Yoshioka e Shintō